# Fureholmen (Fidjar)
Ne doit pas être confondu avec Fureholmen, Fureholmen (Bjørnafjorden), Fureholmen (Kvam), Fureholmen (Kvinnherad), Fureholmen (Masfjorden) ou Fureholmen (Stord).
Fureholmen est une île norvégienne dans le comté de Hordaland. Elle appartient administrativement à Fitjar.

## Géographie
Rocheuse et couverte d'arbres, à fleur d'eau, elle s'étend sur environ 72 m de longueur pour une largeur approximative de 34 m. 